# Amnesia della fonte
L'amnesia della fonte è un bias di memoria che consiste nella mancata rievocazione del contesto spazio-temporale di un ricordo.
Essa è alla base del normale processo di trasformazione dei ricordi episodici in ricordi semantici.
L'effetto più rilevante è la ridotta capacità del soggetto di attribuire l'origine del ricordo ad un evento realmente vissuto oppure alla propria immaginazione, oppure al racconto fatto da un'altra persona. Nei casi patologici, può essere la base della confabulazione.
Una conseguenza è la criptomnesia, anche detta plagiarismo inconscio, in cui il soggetto scambia come originante dalla propria creatività, un prodotto artistico che invece esisteva già. In altre parole nel ricordo del soggetto manca l'informazione relativa all'origine del ricordo (il contesto spazio-temporale in cui si è percepita la prima volta l'informazione), e questa lacuna viene colmata attribuendo a sé stessi l'origine dell'informazione.

## Cause
L'amnesia della fonte non è un fenomeno raro: tutti lo sperimentano quasi quotidianamente poiché, per gran parte della nostra conoscenza, è importante ricordare la conoscenza stessa, piuttosto che la sua fonte. Tuttavia, ci sono esempi estremi di amnesia della fonte causata da una varietà di fattori.

### Danno al lobo frontale

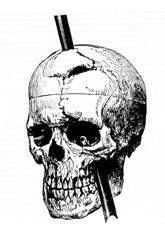
Phineas Gage esemplifica un individuo che ha avuto danni al lobo frontale. Una grande verga di ferro è stata conficcata nel suo lobo frontale sinistro, provocando cambiamenti nella sua personalità.

Gli individui con danni al lobo frontale hanno deficit nella memoria del contesto temporale; la memoria della fonte può anche mostrare deficit in quelli con danni al lobo frontale. Sembra che quelli con danni al lobo frontale abbiano difficoltà con l'attualità e altri giudizi temporali (ad esempio, collocando gli eventi nell'ordine in cui si sono verificati), e come tali non sono in grado di attribuire correttamente la loro conoscenza a fonti appropriate (cioè, hanno un'amnesia della fonte). Gli individui con danni al lobo frontale hanno un normale ricordo dei fatti, ma commettono molti più errori nella memoria sorgente rispetto ai soggetti di controllo, con questi effetti che diventano evidenti già 5 minuti dopo l'esperienza di apprendimento. Gli individui con danni al lobo frontale spesso attribuiscono erroneamente la conoscenza che hanno a qualche altra fonte (ad esempio, l'hanno letta da qualche parte, l'hanno vista in TV, ecc.) ma raramente la attribuiscono all'averla appresa nel corso dell'esperimento. Sembra che il danno del lobo frontale causi una disconnessione tra memoria semantica ed episodica – in quanto gli individui non possono associare il contesto in cui hanno acquisito la conoscenza alla conoscenza stessa.

### In relazione all'età
È stato dimostrato che gli individui anziani mostrano amnesia della fonte. Rispetto agli individui più giovani, negli esperimenti in cui agli individui vengono presentati fatti oscuri o addirittura inventati, le persone anziane ricordano meno informazioni in generale sia nei compiti di richiamo che di riconoscimento e spesso attribuiscono erroneamente la fonte della loro conoscenza, in periodi di tempo sia lunghi che brevi ritardi.
Questo effetto è potenzialmente dovuto alla perdita neuronale associata all'invecchiamento che si verifica principalmente nei lobi frontali. È stato notato in precedenza che il danno del lobo frontale può causare amnesia della fonte, quindi la perdita di neuroni in quest'area del cervello associata all'invecchiamento potrebbe benissimo essere la causa dell'amnesia della fonte correlata all'età osservata.

### Morbo di Alzheimer
La malattia di Alzheimer (AD), che è nota per essere associata alla disfunzione del lobo frontale, è implicata come causa di amnesia della fonte. In condizioni di laboratorio, uno studio ha rilevato che il monitoraggio della fonte era così scarso che i partecipanti AD eseguivano correttamente le attribuzioni della memoria della fonte approssimativamente per caso. Questa mancanza di capacità di attribuire la fonte dei ricordi è probabilmente correlata ai deficit dei pazienti con AD nel monitoraggio della realtà. Il monitoraggio della realtà, il processo per distinguere se le informazioni provenissero da una fonte esterna o interna, si basa su processi di giudizio per esaminare le caratteristiche qualitative delle informazioni al fine di determinare se le informazioni erano reali o immaginarie. Sembra che sia questo processo che sta vivendo la disfunzione, che causa una lieve confabulazione in alcuni pazienti con AD, oltre ad essere correlato all'amnesia di origine sperimentata in alcuni individui con AD.

### Schizofrenia
La schizofrenia è associata a deficit di memoria episodici spesso caratterizzati da una confusione di stimoli interni ed eventi reali. Sembra che gli individui con schizofrenia mostrino spesso fallimenti nel monitorare/ricordare la fonte delle informazioni, specialmente per gli elementi auto-generati – cioè, mostrano amnesia della fonte. Questo è un tratto stabile in questa malattia: un esperimento ha rilevato che per un periodo di due anni, il tasso di errore di attribuzione della fonte di un individuo è stato mantenuto, nonostante le fluttuazioni nello stato del farmaco e i sintomi dell'individuo. Questo effetto è forse dovuto alla malformazione delle associazioni tra aspetti di un episodio necessari per ricordarne la fonte; uno studio di neuroimaging ha rilevato che gli individui con schizofrenia avevano una minore attivazione delle aree associate alla memoria di origine.
Gli individui con schizofrenia che mostrano deficit di memoria di origine spesso lo fanno a causa della disfunzione del monitoraggio della realtà, che è un fattore che contribuisce alle allucinazioni che caratterizzano il disturbo. Uno studio ha rilevato che i pazienti affetti da schizofrenia non solo erano più lenti, ma anche meno accurati, nei compiti che comportavano il monitoraggio della realtà. Le allucinazioni che caratterizzano la schizofrenia sono il risultato di un deficit nel monitoraggio della realtà: mostrano un'incapacità di distinguere tra informazioni derivate internamente ed esternamente. Nel complesso, ci sono prove di una relazione tra gli errori di monitoraggio della fonte e il pensiero disorganizzato che caratterizza coloro che hanno la schizofrenia in quanto c'è una forte tendenza per quelle persone con allucinazioni ad attribuire i loro eventi generati internamente (ad esempio: allucinazioni e deliri) a una fonte esterna. Cioè, la schizofrenia è caratterizzata dal non riuscire a codificare se stessi come fonte dell'idea, aggravata dall'attribuzione di queste idee/credenze a una fonte esterna, ciò porta a quegli individui con schizofrenia che esibiscono comportamenti tipici di quelli con amnesia della fonte; attribuiscono erroneamente la fonte delle loro conoscenze, idee o convinzioni.

### Disturbo da stress post traumatico
Il disturbo da stress post traumatico (PTSD) è caratterizzato da ricordi intrusivi e vividi dell'evento traumatico e memoria episodica impoverita per tutti gli altri eventi. Quegli individui con disturbo da stress post-traumatico subiscono distorsioni della memoria causate dall'amnesia della fonte, nonché dalla falsa costruzione della memoria e dall'integrazione involontaria di informazioni che non erano presenti per la memoria originale. Non solo gli individui con questa condizione sperimentano una memoria episodica meno vivida e decontestualizzata per tutti gli eventi al di fuori dell'esperienza traumatica, ma anche gli individui con PTSD hanno difficoltà a identificare la fonte sia emotiva che neutra informazioni in generale. Quelli con PTSD possono avere un ricordo più scarso per la fonte della loro conoscenza a causa di deficit nel processo di codifica che crea relazioni più deboli tra l'elemento e il suo contesto.

### Depressione
La depressione è associata a ricordi eccessivamente generalizzati e gli individui con depressione hanno prestazioni più scarse nei compiti di attribuzione della memoria di origine rispetto agli individui non depressi. Questi individui mostrano un pregiudizio della memoria per ricordare informazioni negative, probabilmente a causa dell'aumentata attività dell'amigdala durante la codifica di informazioni emotive (in particolare negative). Nel complesso, esiste una relazione tra l'eccitazione emotiva di un episodio e la sua memoria di origine - ci sono alcune prove che l'elaborazione potenziata dei ricordi negativi si traduce in una memoria della fonte più povera, e quindi le persone depresse aumentate quantità di amnesia della fonte.

### Ipnosi
L'ipnosi come causa dell'amnesia della fonte comporta l'esecuzione dell'ipnosi e il fatto che i soggetti ricordino post-ipnoticamente, le esperienze che hanno avuto durante l'ipnosi, come testato chiedendo agli individui la conoscenza esoterica che hanno appreso durante l'ipnosi. Questi individui in genere non hanno alcun ricordo dell'esperienza ipnotica, tuttavia, quando vengono testati su questi oscuri pezzi di conoscenza, sono in grado di fornire la risposta corretta; dimostrando così di avere un'amnesia della fonte: sono in grado di ricordare la conoscenza ma non hanno la capacità di indicare il contesto in cui hanno appreso questa conoscenza. Infatti, i soggetti spesso attribuiscono la loro conoscenza dei fatti oscuri ad esperienze di apprendimento diverse dall'ipnosi (es.: "l'ho letto da qualche parte", "qualcuno me l'avrà detto", ecc.).

## Test diagnostici

### Wisconsin Card Sorting Test (WCST)
Il Wisconsin Card Sorting Test è ampiamente utilizzato in contesti clinici per testare i disturbi cognitivi, come il disturbo del lobo frontale che è stato associato all'amnesia della fonte.
Procedura
La componente visuo-spaziale di questo test è costituita da due serie di 12 carte identiche. Le figure sulle carte differiscono per colore, quantità e forma. Ai partecipanti viene quindi data una pila di carte aggiuntive e viene chiesto di abbinare ognuna a una delle carte precedenti.
Risultati
I pazienti con disfunzione del lobo frontale e, in ultima analisi, fonte di amnesia, avranno difficoltà molto maggiori a portare a termine con successo questo compito attraverso il metodo della strategia.

### Test di fluidità verbale
Il test di fluenza verbale è un test ampiamente e comunemente utilizzato per valutare la disfunzione del lobo frontale nei pazienti.
Procedura
Ai partecipanti viene chiesto di generare parole che inizino con lettere che erano state loro precedentemente presentate (es.: generare una parola che inizi con 'A' o 'R'). Vengono fornite tre prove da 1 minuto (una prova per lettera). L'obiettivo è dire quante più parole possibili che iniziano con la lettera data.
Risultati
Il test di fluenza verbale può valutare il danno nei lobi prefrontali, che è stato associato a pazienti con amnesia della fonte. I pazienti con disturbo del lobo frontale hanno difficoltà a mettere gli elementi verbali in un corretto ordine sequenziale, controllano i comportamenti personali e hanno un giudizio carente sull'attualità. Tutti questi comportamenti sono necessari per il corretto richiamo della fonte di un ricordo.

### Attività Stroop per la denominazione dei colori
La ricerca ha dimostrato che l'effetto Stroop ha numerose scoperte relative all'età e al suo effetto sulla memoria. Il test misura le capacità di velocità e precisione nel nominare i colori e le parole colorate, per determinare gli effetti dell'invecchiamento sul cervello che si pensa sia una causa dell'amnesia della fonte.
Procedura
Al partecipante viene chiesto di leggere una serie di prove correlate di lettura di parole e denominazione dei colori. Nella prima parte del compito, da notare come condizione di lettura delle parole del compito, al partecipante viene chiesto di leggere il più rapidamente possibile una serie di nomi di colori stampati in bianco o in altri vari colori. Al partecipante viene quindi chiesto di nominare il colore di una serie di blocchi colorati.
Nella seconda componente del compito o nella condizione di denominazione delle parole a colori, al partecipante viene chiesto di nominare il colore di una sequenza di parole presentate in un altro colore (ad esempio: la parola è "rossa" ma il colore della parola è stampato in verde, il partecipante deve nominare il colore dell'inchiostro, non la parola vera e propria).
Risultati
Nei pazienti sani, la condizione di nominare il colore è più lenta del primo compito di leggere solo la parola. I pazienti con danno prefrontale (fonte amnesia) nomineranno il colore e ignoreranno la parola, anche se le regole cambiano e gli viene detto di nominare solo la parola, il colore continua ad essere nominato nelle prove successive.
Tornando all'età, i risultati di questo studio hanno concluso che l'invecchiamento inizia a influenzare la capacità di completare con successo il test di Stroop nella sesta e settima decade di vita. È stato scoperto che questo ramo dell'invecchiamento cognitivo colpisce principalmente i lobi prefrontali. Il compito di denominazione dei colori di Stroop misura il grado di amnesia della fonte. La gravità del danno ai lobi prefrontali è direttamente correlata alla velocità con cui un individuo può completare il compito di denominazione dei colori di Stroop. Più danno si è subito a questa parte del cervello, più lentamente si completerà il compito.

### Test di riconoscimento vecchio-nuovo
Le decisioni prese nel contesto di questo test si baseranno più sulla familiarità che su un'analisi approfondita dei contenuti dei ricordi.
Le persone con amnesia della fonte durante questo test provano sentimenti di familiarità "fantasma" verso parole che sono semanticamente correlate (ad esempio: caramella, zucchero, dolce) e più spesso affermeranno di aver visto una parola che non è stata presentata durante l'esperimento.
Procedura
Mostrando al partecipante un elenco di parole e valutando a diversi intervalli di tempo per vedere se il partecipante ricorda quali parole sono state presentate e quali no. Ad esempio, si potrebbe dare a un partecipante un elenco di 15 parole da cui studiare. Lo sperimentatore verificherà quindi la conoscenza dell'elenco da parte del partecipante 20 minuti dopo presentando l'elenco delle parole studiate mescolate in modo casuale con diverse parole "esca" (parole che sono semanticamente simili alle parole precedentemente studiate ma non uguali) e nuove parole.
Se il partecipante ha successo in questo compito, ha distinto tra le parole apprese in precedenza e le parole di richiamo.
Questo esperimento può essere testato più volte con lo stesso partecipante in periodi di tempo diversi (ad esempio: 3 mesi dopo, quindi testato di nuovo 6 mesi dopo).
Risultati
È più probabile che i partecipanti mostrino l'amnesia della fonte con le parole "esca" ma non con le parole appena presentate. Ciò significa che confondono la familiarità delle parole semanticamente simili con le parole che hanno studiato nell'elenco originale.

## Prevenzione
La ricerca suggerisce che l'amnesia della fonte deriva da una scarsa codifica della memoria di un particolare contesto in contrasto con lo scarso recupero di una memoria specifica del contesto, tranne nel caso degli amnesici. Questo perché il contenuto deve essere codificato insieme al contesto affinché i due siano integrati nella memoria. Poiché una codifica scadente può essere responsabile dell'amnesia della fonte, è improbabile che una persona sia in grado di recuperare una memoria di origine specifica in futuro se non è stata codificata correttamente. Ciò rende difficile creare trattamenti per l'amnesia della fonte perché le informazioni potrebbero non essere integrate correttamente all'interno del cervello. Alcune strategie di prevenzione sono state studiate per colpire le popolazioni a rischio e insegnare loro come prevenire la perdita della memoria contestuale e come migliorare la memoria di origine nella popolazione generale.

### Popolazione generale
Sebbene l'amnesia della fonte sembri essere la più diffusa nelle popolazioni con specifici disturbi cerebrali, è possibile che individui senza deficit di memoria sperimentino l'amnesia della fonte. Ciò può accadere se una persona codifica solo il contenuto e non integra le informazioni specifiche del contesto nella memoria. La ricerca suggerisce che le informazioni specifiche del contesto vengono richiamate meglio in situazioni che coinvolgono stimoli emotivi o parole. Ciò suggerisce che la memoria della fonte può trarre vantaggio dal pensare alle emozioni legate al contenuto al fine di codificare meglio le informazioni relative della fonte. Questo è legato alle teorie sulla memoria flash.

### Bambini
È più probabile che i bambini identifichino correttamente le informazioni sulla fonte se è stato insegnato loro a pensare alla relazione tra chi parla e le informazioni condivise. Ciò è vero sia che i bambini pensino ai legami percettivi o emotivi con chi parla, ma l'effetto appare maggiore se si considera il contesto emotivo. L'aumento della codifica della sorgente accurata non è privo di costi poiché è stato dimostrato che i bambini che hanno migliorato la codifica della sorgente in genere ricordavano meno dei controlli quando si trattava di richiamare informazioni semantiche o non di origine. Ciò suggerisce che potrebbe esserci un compromesso quando si tratta di diversi tipi di memoria nei bambini perché sono in grado di prestare attenzione solo a una certa quantità di informazioni alla volta.

### Adulti più anziani
Gli anziani possono avere problemi di memoria a causa del naturale processo di invecchiamento. Questi disturbi della memoria possono essere dovuti alla degenerazione del lobo frontale e ad altri cambiamenti legati all'età. È molto comune per gli anziani sperimentare una maggiore amnesia della fonte per i ricordi rispetto agli adulti più giovani. La prevenzione dell'amnesia di origine negli anziani può includere programmi di allenamento della memoria nel tentativo di aumentare lo spessore corticale nel cervello. La ricerca suggerisce che anche il cervello degli adulti più anziani può essere in grado di continuare la plasticità. In uno studio particolare, gli anziani sono stati esposti a programmi di allenamento della memoria della durata di 8 settimane. Questi programmi di allenamento della memoria prevedevano la pratica del richiamo della memoria seriale utilizzando l'immaginazione mentale come dispositivo mnemonico. Gli adulti coinvolti nel programma di allenamento della memoria hanno mostrato un miglioramento significativo nella loro memoria di origine in particolare. Oltre ai benefici della memoria, è stato mostrato un aumento dello spessore corticale utilizzando le scansioni MRI. Sebbene questa ricerca non sia stata testata in uno studio longitudinale, suggerisce che gli anziani e forse altri gruppi a rischio per l'amnesia della fonte potrebbero trarre beneficio da espliciti esercizi di allenamento della memoria.
Un altro modo in cui gli anziani possono evitare l'amnesia della fonte è pensare alla relazione tra il contenuto e il contesto di un'esperienza o di un ricordo. Questa misura preventiva deve essere adottata quando le informazioni vengono codificate per dirigere l'attenzione sulla fonte e per essere consapevoli di come si collega al contenuto. I partecipanti che hanno sperimentato l'amnesia della fonte si sono comportati allo stesso livello dei gruppi non a rischio di amnesia della fonte quando queste strategie sono state implicate, suggerendo che coloro che non sperimentano questo deficit di memoria possono integrare implicitamente il contenuto e il contesto.

## Implicazioni nella testimonianza oculare
Le testimonianze oculari sono un aspetto integrale nel sistema dei tribunali penali poiché i giudici e le giurie dipendono da esse come prova per determinare un verdetto. Tuttavia, gli studi hanno dimostrato che l'amnesia della fonte può interferire con la memoria di un testimone perché qualsiasi informazione errata dopo l'evento incontrata, si traduce in ricordi distorti e confusione nella fonte. Le informazioni post-evento possono provenire da domande importanti, dichiarazioni fatte dai media o co-testimoni. Poiché la codifica impropria causa l'amnesia della fonte, i testimoni che sono stressati o distratti durante l'evento e non prestano attenzione sono suscettibili di codificare dettagli errati nella loro memoria, affermando di aver visto cose che avevano solo immaginato. Ciò causa gravi implicazioni legali dato che può portare a condanne errate; pertanto, è importante che le pratiche di interrogatorio siano eseguite con attenzione.

## Fenomeni correlati

### Amnesia post-ipnotica
L'amnesia da fonte post-ipnotica è il fenomeno in cui a un individuo vengono insegnate informazioni oscure mentre è sotto ipnosi e poi gli viene chiesto di richiamare queste informazioni durante il suo stato cosciente, tuttavia, non ricorda come o quando quella conoscenza gli è stata insegnata. Gli studi hanno dimostrato che i soggetti non sono in grado di ricordare nulla di ciò che è accaduto durante l'ipnosi e quando gli è stato chiesto come hanno acquisito la conoscenza per rispondere alle domande, tendevano a razionalizzare la loro incapacità di indicare come l'hanno appresa. Questo fenomeno è simile ai ricordi flash o alla punta della lingua.

### Familiarità erroneamente attribuita
La familiarità erroneamente attribuita è l'incapacità di ricordare la fonte corretta da cui provengono le informazioni e, invece, l'individuo attribuisce la conoscenza a una fonte errata. Ciò deriva da un errore nel processo decisionale che confonde l'origine delle informazioni.

### Criptomnesia
La criptomnesia si verifica quando un individuo è certo che una certa parola, idea, canzone, ecc. sia il proprio pensiero originale quando in realtà è stato recuperato dalla memoria a sua insaputa, risultando in un plagio accidentale. Per evitare ciò, è necessario il monitoraggio della fonte per evitare di attribuire il pensiero come proprio. Tuttavia, questo rallenta il rapido recupero della memoria necessario nella vita quotidiana, come nella conversazione. Ciò ha visto verificarsi nell'industria musicale e ha implicazioni di violazione del copyright sulle canzoni, nonché nella formazione di idee di ricerca scientifica.